# محمد حبيب (لاعب كرة قدم)
محمد حبيب (17 يوليو 1949 بحيدر آباد في الهند - 15 أغسطس 2023) هو لاعب كرة قدم هندي في مركز الهجوم. شارك مع منتخب الهند لكرة القدم. أما مع النوادي، فقد لعب مع نادي إيست بنغال ونادي موهون باغان ونادي محمدان.

## وصلات خارجية
- محمد حبيب على موقع قاعدة بيانات كرة القدم.إي يو (الإنجليزية)